# Филиппово (Осецкое сельское поселение)
Филиппово  — село в Любимском районе Ярославской области.
С точки зрения административно-территориального устройства входит в состав Осецкого сельского округа. С точки зрения муниципального устройства входит в состав Осецкого сельского поселения.

## История
Каменная церковь во имя Спаса Нерукотворенного Образа построена в 1893 году на средства московского мещанина Гурия Васильева, уроженца деревни Панюшина. Престолов в ней было три: в настоящем холодном — во имя Спаса Нерук. Образа и в теплом приделе: в северной стороне — во имя Казанской Божией Матери и на южной стороне — Богоявления Господня. 
В конце XIX — начале XX века село входило в состав Осецкой волости (позже — в составе Раменской волости) Любимского уезда Ярославской губернии.
С 1929 года село входило в состав Панюшинского сельсовета Любимского района, с 1954 года — в составе Лисинского сельсовета, с 1957 года — центр Филипповского сельсовета, с 2005 года — в составе Осецкого сельского поселения.

## Население
| 1859 | 1914 | 2002 | 2007 | 2010 |
| ---- | ---- | ---- | ---- | ---- |
| 119  | ↗173 | ↗222 | ↘215 | ↘197 |

## Инфраструктура
В 1989 году в селе был установлен памятник погибшим во время Великой Отечественной войны. Также есть МОУ Филипповская общеобразовательная школа на 31 человека и детский сад на 9 человек. Работают сельский дом культуры, магазин «Продукты» и автобусная остановка.

## Достопримечательности
В селе расположена действующая Церковь Спаса Нерукотворного Образа (1893).